# حقیقت در مورد گربه‌ها و سگ‌ها
حقیقت در مورد گربه‌ها و سگها (به انگلیسی: The Truth About Cats & Dogs) فیلمی محصول سال ۱۹۹۶ و به کارگردانی مایکل لمان است. در این فیلم بازیگرانی همچون اوما تورمن، جنین گرافلو، بن چاپلین، جیمی فاکس، جیمز مک‌کافری و استنلی دی سانتیس ایفای نقش کرده‌اند.